# Trisopterus luscus
Tacaud, Tacaud commun
Espèce
Synonymes
- Gadulus luscus (Linnaeus, 1758)[1] [2]
- Gadus barbatus Linnaeus, 1758[1] [2]
- Gadus colias Gronow, 1854[1] [2]
- Gadus luscus Linnaeus, 1758[1] [2]
- Morhua barbata Fleming, 1828[1] [2]
- Morhua lusca (Linnaeus, 1758)[1] [2]

Statut de conservation UICN

 LC  : Préoccupation mineure
Trisopterus luscus, communément appelé Tacaud commun ou simplement Tacaud, est un poisson marin de la famille des gadidés qui rassemble de nombreuses espèces d'une grande importance économique comme la morue, le merlan, l'aiglefin, etc. Comme les autres représentants du genre Trisopterus, il vit dans les mers peu profondes de l'Atlantique du nord-est.

## Description

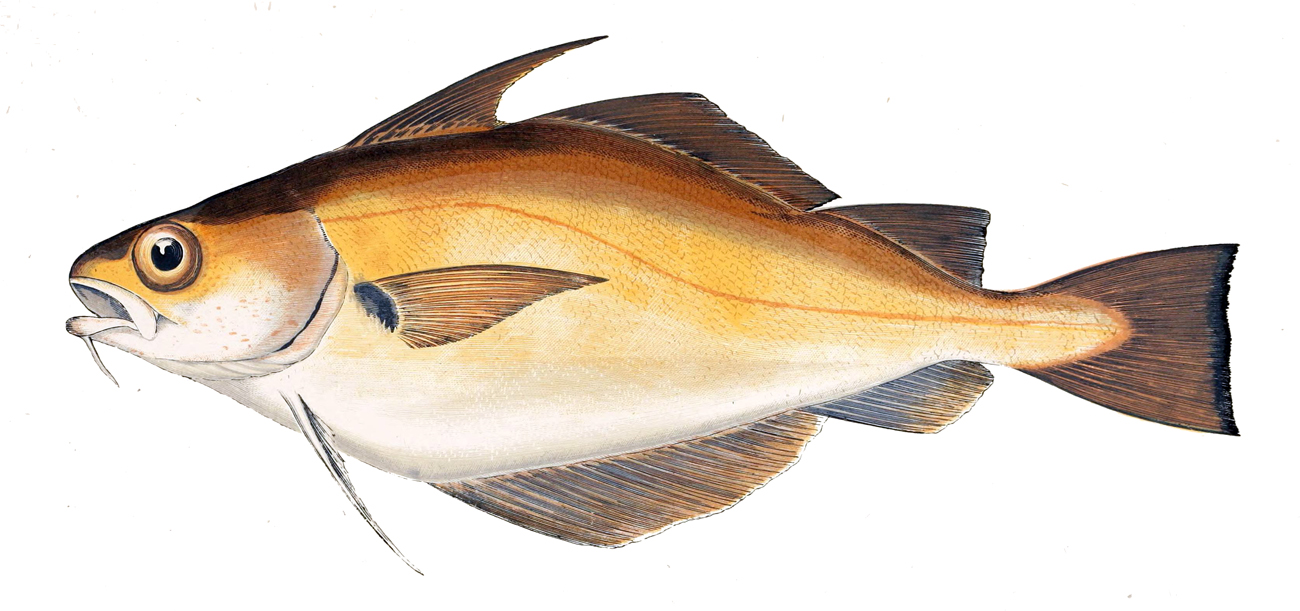
Dessin naturaliste présentant le Tacaud (Trisopterus luscus), vue de profil.

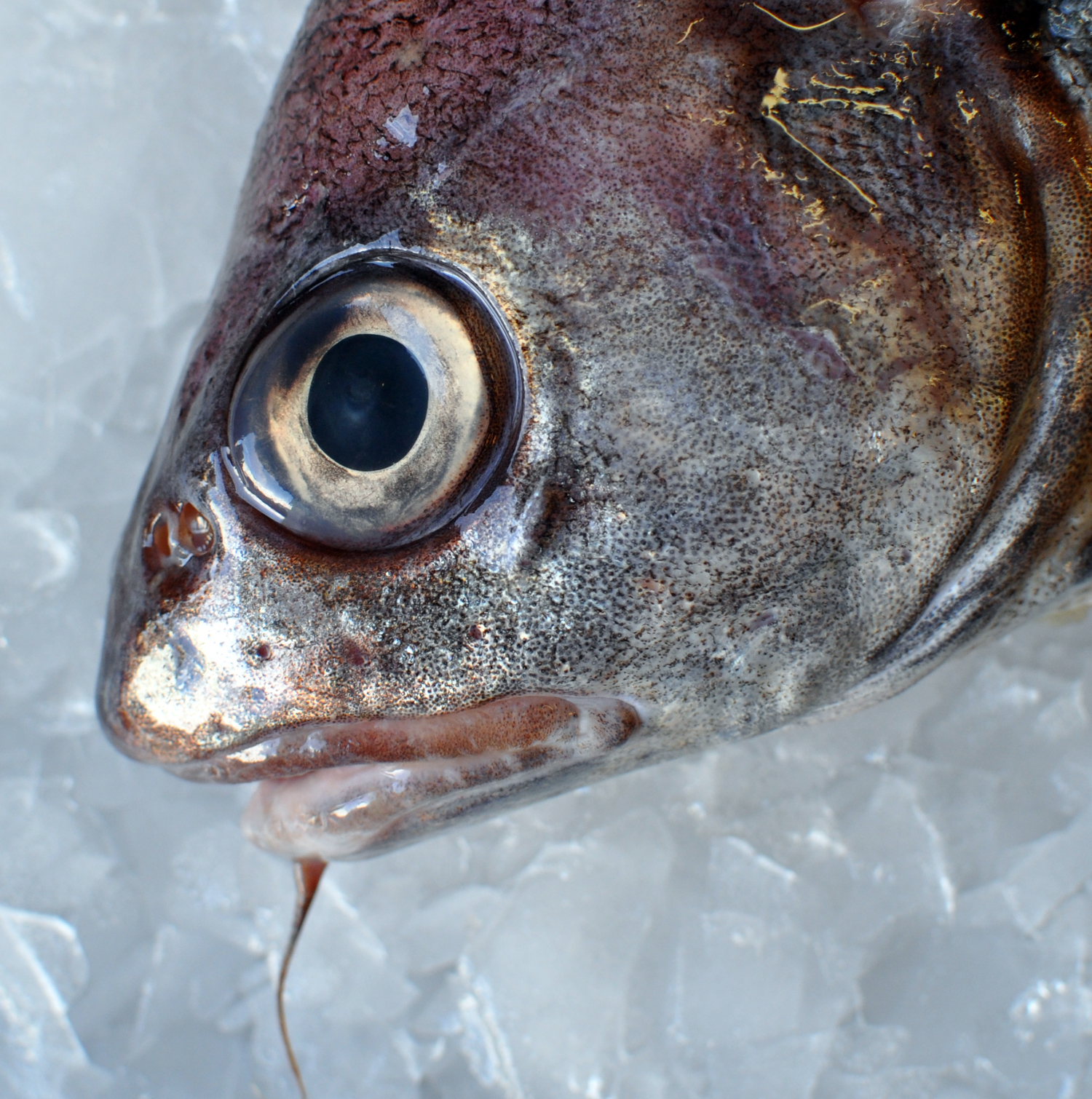
Détail de la tête, de la bouche (relativement lippue) de l’œil et du barbillon mentonnier unique.

Ce gadidé proche du lieu s'en distingue par un barbillon mentonnier, un corps plus trapu, une tache noire sur les pectorales, et son corps rayé de bandes verticales. Ces raies sont parfaitement visibles lorsqu'il est vivant, mais s’estompent rapidement une fois l'animal sorti de l'eau.

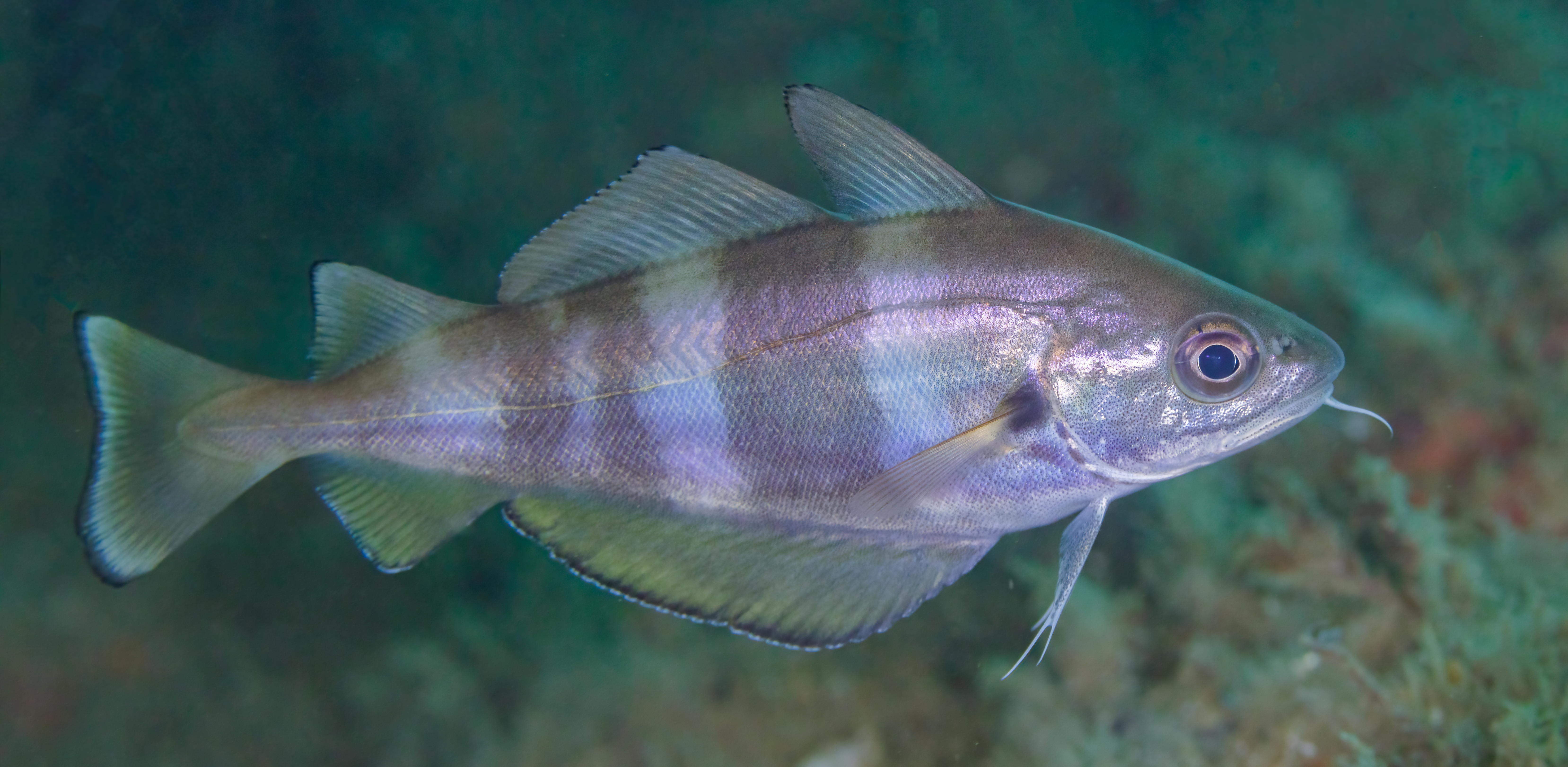
Trisopterus luscus du parc naturel de l'Arrábida (Portugal).

## Pêche
C'est un poisson souvent peu apprécié par les pêcheurs à l'appât naturel, car il se saisit volontiers des appâts « nobles » et chers (crevettes, encornets…) plutôt destinés aux lieux ou aux bars. En effet, ce poisson peut fréquenter les mêmes épaves ou lieux de pêche. Cependant sa capture simple, et le fait qu'il soit présent partout, des côtes jusqu'aux épaves du large, en font un poisson intéressant pour l'initiation à la pêche. 
Quand il se déplace en bancs, il peut parfois être pris « à la mitraillette » à la place du maquereau.

## Gastronomie
Ce poisson n’a pas une grande réputation gastronomique, sans doute en raison du fait que, sa chair se conservant très mal, il doit de préférence être mangé dans la journée qui suit la capture. Consommé très frais, il est toutefois excellent et est souvent apprécié des populations littorales.